# Cenangium fuliginosum
Cenangium fuliginosum är en svampart som beskrevs av Fr. 1828. Cenangium fuliginosum ingår i släktet Cenangium och familjen Helotiaceae.   Inga underarter finns listade i Catalogue of Life.